# Home Depot

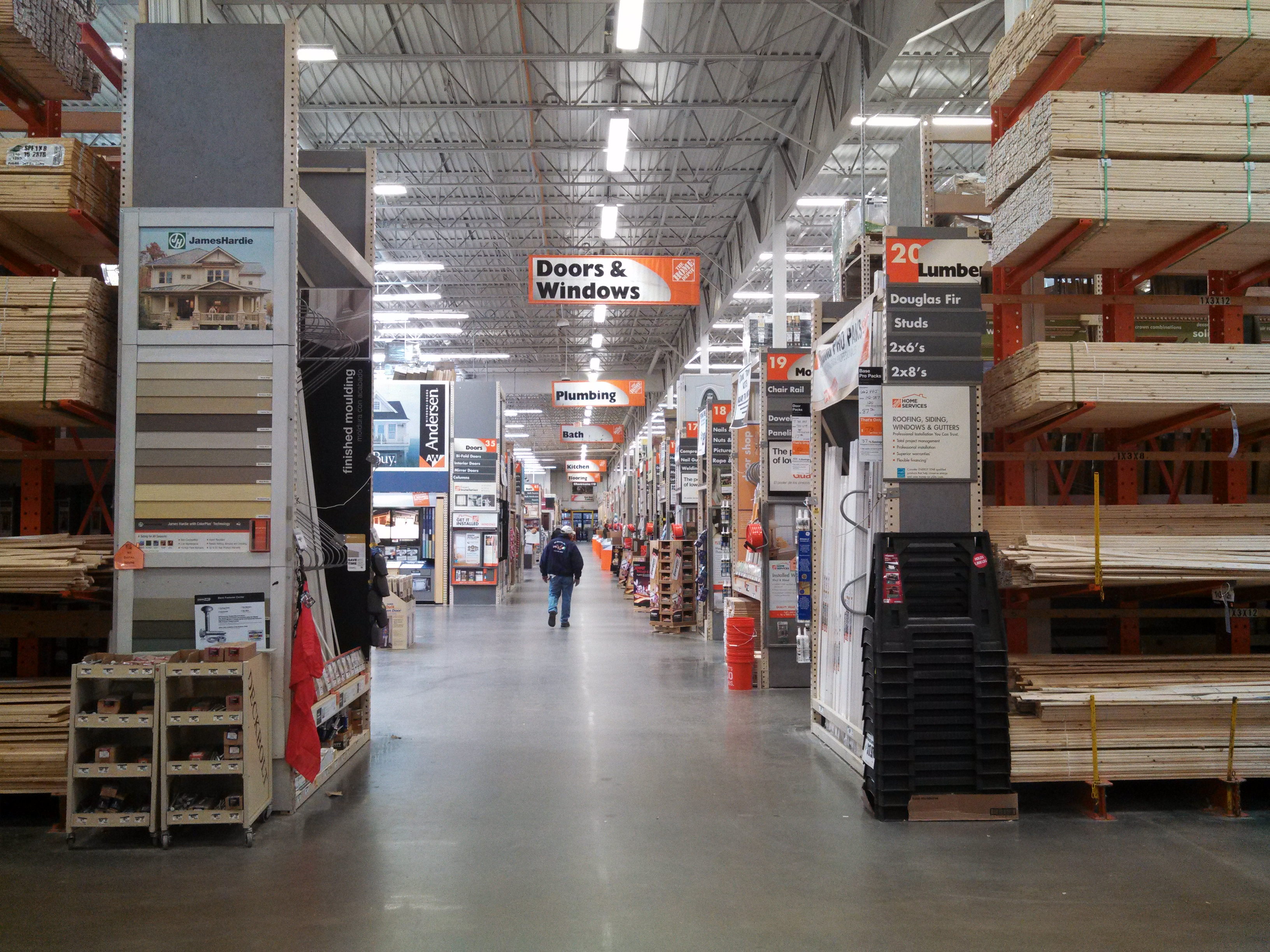

Хо́ум ді́по (Хатнє сховище), англ. The Home Depot (NYSE: HD) — американське роздрібне торгове підприємство в галузі будівництва, будівельних й побутових товарів. Галузь промисловості — роздрібна торгівля для будівництва й оздоблення осель. Пропонуються: будівельні матеріали, побутова техніка, меблі, фарби, сантехніка, підлога, садові товари й будівельні послуги.
Гасло підприємства — «Ви можете зробити. Ми можемо допомогти.» (You Can Do It. We Can Help.).
Засноване 1978 в Атланті, Джорджія, США).
Головний офіс знаходиться у Вінінгс, Джорджія — передмісті Атланти, в окрузі Кобб. Підприємство здійснює торгівлю через 2164 магазини, які зорганізовані для звичайного покупця. Компанія має свої філіали у Пуерто-Рико, Канаді, Мексиці, Китаї.
Хоум Діпо є найбільшим торговцем будівельними матеріалами у США (найближчий конкурент — Lowe's) й другий загальний торговець після Wal-Mart.
Акції Хоум Діпо входять у промисловий індекс 30 підприємств Доу-Джонс.

## Статистика
Головний виконавчий офіцер й голова правління — Френк Блейк.
Чисельність працівників — 355 000 чоловік.
Оборот — 90.837 млрд дол. (2006). Прибуток — 5.761 млрд дол. (2006).

## «Стусан під зад золотою підковою»
Берні Маркус (англ. Bernie Marcus) був президентом підрозділу Handy Dan — дочки Daylon corporation. Він мав складні стосунки з власником головної компанії Сенді Сиголовом (Sandy Sigoloff). Маркус мріяв побудувати супер-магазин будівельних товарів. Сиголов, запідозривши змову Маркуса та його товаришів відійти від компанії-власниці, почав знущатися із суперників. Після декількох років знущань Сиголова у 1978 році Маркус вмовив свого товариша продати акції підприємства, що мало б вгамувати Сиголова. Проте Сенді Сиголов вирішив перетворити їхнє життя на пекло, знищивши їх емоційно та фінансово з метою залякати інших можливих «зрадників». Маркус із товаришами був звільнений з підприємства. Коли Берні Маркус подзвонив своєму другові з цією новиною, він відповів: «Берні! Ти тільки що отримав стусана під зад золотою підковою! Це — найвеличніше нагода!! Зараз ти можеш відкрити магазин, — мрію, яку ти висловив у Г'юстоні!».
Магазин був відкритий Берні Маркусом й товаришами у 1978 році в Атланті. Товари були складовані прямо на підлозі до верху 6 м стелі. Розміри магазину були більшими, ніж у конкурентів. Товари були розміщені експертами, які були готові надати інформацію покупцям.
Успіх прийшов до магазину, коли менеджер магазину Пат Фарра придбав 3000 камінних екранів за 33 дол. і хотів продати за 35 дол. при звичайній ціні 179 дол. за екран. Берні погодився з цією пропозицією, вважаючи ці 100 тис. дол. втраченими Патом. Продукт був прорекламований в Атланті й проданий за 4 дні. Цей розпродаж встановив успішну практику продаж підприємства.

## Підприємницька діяльність
Магазини-сховища Хом Депо не мають приміщень для зберігання матеріалів у магазинах. Торгівля здійснюється за щоденним постачанням матеріалів. Магазини мають власні будівельні бригади, які можуть встановити замовнику будь-які товари придбані у Хом Депо. Покупцями магазину є будівельні підрядники (яким надається 10 % знижка) й пересічні домовласники.

### Маркетинг
Гасло з 2003 року: «Ти можеш зробити. Ми можемо допомогти.». Колишні гасла: «Хом Депо, низькі ціни є тільки початком», «Коли ви в Хом Депо, ви почуваєте себе як вдома», «Хоум Депо: Перший в устрої дому».